# Illex
Illex (лат.) — род головоногих моллюсков из семейства Ommastrephidae, единственный в подсемействе Illicinae. Род содержит четыре вида, обитающих в Атлантическом океане. Длина от 23 до 37 см. Встречаются на глубине от 0 до 1000 м. Все виды рода безвредны для человека и являются объектами коммерческого промысла. Их охранный статус — «Вызывающий наименьшие опасения».

## Виды
- Illex argentinus — Аргентинский короткоперый кальмар
- Illex coindetii — Североатлантический короткоперый кальмар
- Illex illecebrosus
- Illex oxygonius

## Галерея

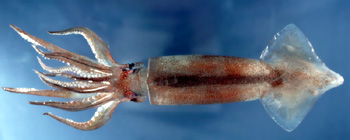
Illex illecebrosus
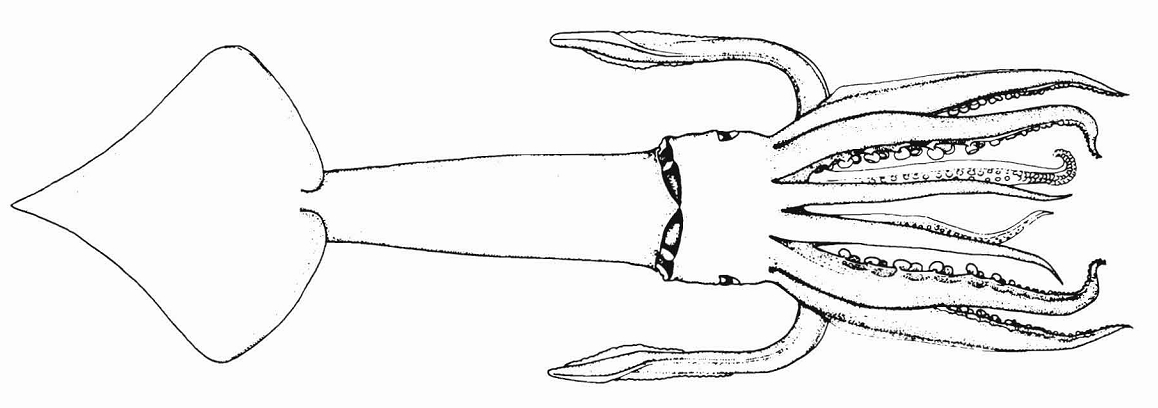
Illex oxygonius